# Paradidyma validinervis
Paradidyma validinervis là một loài ruồi trong họ Tachinidae.